# Beatrice Chepkoech
Beatrice Chepkoech (ur. 6 lipca 1991) – kenijska lekkoatletka, specjalistka od biegów średnich i długich, rekordzistka świata w biegu na 3000 metrów z przeszkodami.
Brązowa medalistka biegu na 1500 metrów podczas igrzysk afrykańskich w Brazzaville (2015). Czwarta zawodniczka biegu na 3000 metrów z przeszkodami podczas igrzysk olimpijskich w Rio de Janeiro (2016) oraz mistrzostw świata w Londynie w 2017. W 2019 zdobyła złoto w biegu na 3000 metrów z przeszkodami podczas światowego czempionatu w Dosze. Siódma zawodniczka igrzysk olimpijskich w Tokio (2021). Dwa lata później została wicemistrzynią świata w biegu na 3000 metrów z przeszkodami, a w 2024 zdobyła brązowy medal halowego czempionatu.

## Osiągnięcia
| Rok  | Impreza                   | Miejsce        | Konkurencja                   | Lokata     | Wynik    |
| ---- | ------------------------- | -------------- | ----------------------------- | ---------- | -------- |
| 2015 | Igrzyska afrykańskie      | Brazzaville    | bieg na 1500 m                | 3. miejsce | 4:19,16  |
| 2016 | Igrzyska olimpijskie      | Rio de Janeiro | bieg na 3000 m z przeszkodami | 4. miejsce | 9:16,05  |
| 2017 | Mistrzostwa świata        | Londyn         | bieg na 3000 m z przeszkodami | 4. miejsce | 9:10,45  |
| 2018 | Halowe mistrzostwa świata | Birmingham     | bieg na 1500 m                | 7. miejsce | 4:13,59  |
| 2018 | Puchar interkontynentalny | Ostrawa        | bieg na 3000 m z przeszkodami | 1. miejsce | 9:07,92  |
| 2019 | Mistrzostwa świata        | Doha           | bieg na 3000 m z przeszkodami | 1. miejsce | 8:57,84  |
| 2021 | Igrzyska olimpijskie      | Tokio          | bieg na 3000 m z przeszkodami | 7. miejsce | 9:16,33  |
| 2023 | Mistrzostwa świata        | Budapeszt      | bieg na 3000 m z przeszkodami | 2. miejsce | 8:58,98  |
| 2024 | Halowe mistrzostwa świata | Glasgow        | bieg na 3000 m                | 3. miejsce | 8:22,68  |
| 2024 | Igrzyska afrykańskie      | Akra           | bieg na 5000 m                | 4. miejsce | 15:13,71 |
| 2024 | Igrzyska afrykańskie      | Akra           | bieg na 3000 m z przeszkodami | 1. miejsce | 9:15,61  |
| 2024 | Igrzyska olimpijskie      | Paryż          | bieg na 3000 m z przeszkodami | 6. miejsce | 9:04,24  |

## Rekordy życiowe
- Bieg na 1500 metrów (stadion) – 3:59,73 (2024)
- Bieg na 1500 metrów (hala) – 4:01,17 (2024) rekord Kenii
- Bieg na 3000 metrów (stadion) – 8:22,92 (2020)
- Bieg na 3000 metrów (hala) – 8:22,68 (2024) rekord Kenii
- Bieg na 5000 metrów – 14:39,33 (2017)
- Bieg na 5 kilometrów – 14:43 (2021) były rekord świata
- Bieg na 2000 metrów z przeszkodami – 5:47,72 (2023) najlepszy wynik w historii światowej lekkoatletyki
- Bieg na 3000 metrów z przeszkodami – 8:44,32 (2018) rekord świata